# Niels Scheuneman

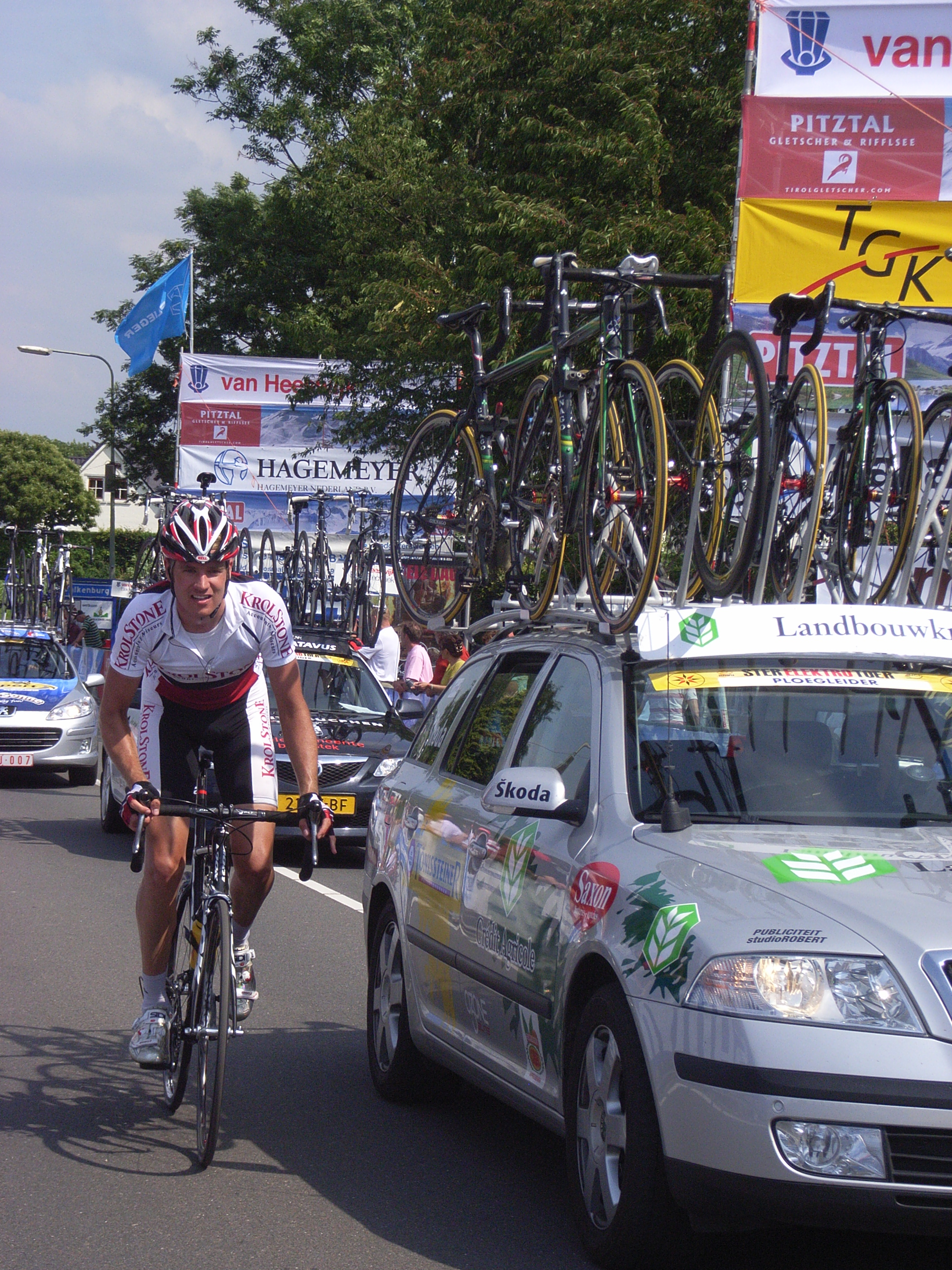
Scheuneman in de Ster Electrotour 2008.

Niels Scheuneman (Veendam, 21 december 1983) is een voormalig Nederlands wielrenner.

## Biografie
Niels Scheuneman werd geboren in Veendam als zoon van de voormalig wielrenner Bert Scheuneman. Tijdens zijn beloftenperiode gold Scheuneman als een groot talent. Als blijk van dit talent mocht hij het parcours van de proloog testen van de Ronde van Italië 2002, gereden in Groningen, samen met onder anderen Claudio Chiappucci en Erik Breukink.
Hij won verschillende koersen en in 2003 werd hij tweede op het WK bij de Individuele tijdrit voor beloften. In zijn eerste profjaar 2004, waarin hij reed bij de ploeg Relax-Bodysol, vielen de uitslagen tegen. Desondanks kreeg hij een contract aangeboden bij de Rabobank Wielerploeg, waar hij twee seizoenen voor reed. Aangezien ook daar de resultaten tegenvielen kon hij na 2006 op zoek naar een andere ploeg. Die vond hij in Unibet.com.
Eind 2007 maakte Scheuneman bekend per direct te stoppen met profwielrennen om zich op een maatschappelijke carrière te richten. Daar komt hij echter op terug en begin februari 2008 wordt bekend dat hij bij de continentale ploeg Krolstone gaat rijden. Voor Krolstone wint hij de 4e etappe van de Tour du Loir et Cher. Het seizoen 2009 begint hij goed met het winnen van de Omloop van de Houtse Linies. Toch maakt hij later dat jaar opnieuw bekend met wielrennen te stoppen.

## Belangrijkste overwinningen
2001
- 3e etappe Münsterland Tour (J)
- Keizer der Juniores Koksijde (J)

2002
- 2e etappe Triptyque Ardennais

2003
- Zesbergenprijs Harelbeke
- 3e etappe Ronde van Limburg, U26

2004
- Noord-Nederland Tour

2008
- 4e etappe Tour du Loir-Et-Cher

2009
- Omloop Houtse Linies

## Resultaten in voornaamste wedstrijden
| Jaar | Ronde van Italië | Ronde van Frankrijk | Ronde van Spanje |
| ---- | ---------------- | ------------------- | ---------------- |
| 2005 |                  |                     | opgave           |

| Jaar | Gent-Wevelgem | Clásica San Sebastián |
| ---- | ------------- | --------------------- |
| 2005 | opgave        | opgave                |